# Emajõgi
Emajõgi (phát âm tiếng Phần Lan: [ˈemɑjɤgi]; là một con sông tại Estonia chảy từ hồ Võrtsjärv qua hạt Tartu vào hồ Peipus, chảy ngang thành phố Tartu khoảng 10 km. Nó có chiều dài khoảng 100 km. Cái tên Emajõgi có nghĩa là "sông mẹ" trong tiếng Estonia.
Emajõgi đôi khi được gọi là Suur Emajõgi ("Đại Emajõgi") để phân biệt với Väike Emajõgi ("Tiểu Emajõgi"), một con sông khác, chảy vào nam hồ Võrtsjärv.
Emajõgi là con sông lớn thứ hai Estonia về lưu lượng và là con sông duy nhất có thủy trình suốt toàn chiều dài.

## Lịch sử

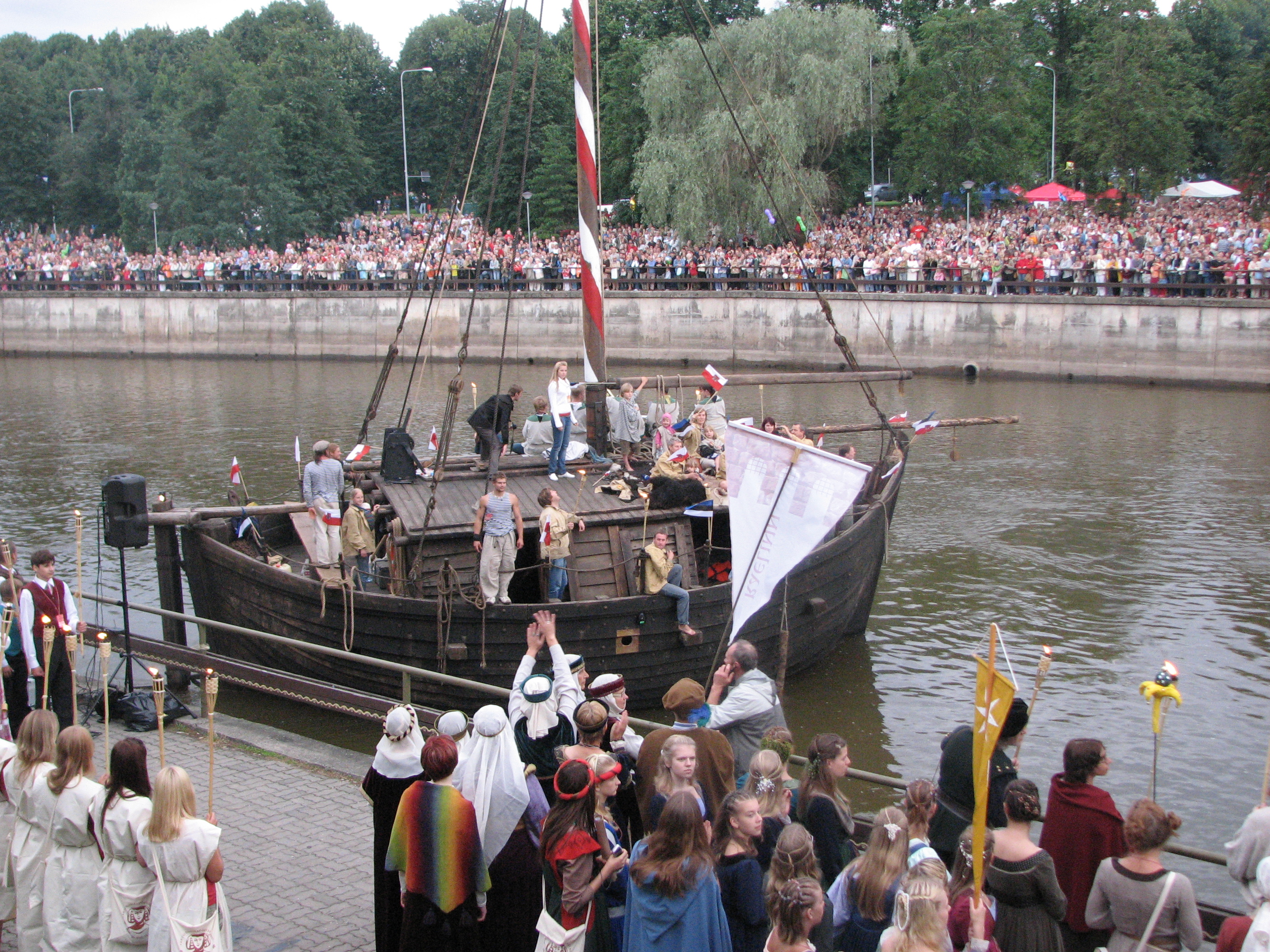
Một phiên bản thời hiện đại của chiếc lodi

Emajõgi đã được dùng như một tuyến giao thương đường thủy trong hàng thế kỷ. Trong quá khứ, nó từng là một trở ngại trong chuyên chở hàng hóa trên cạn, vì con sông chảy một thung lũng thấp và lầy lội. Trong một vài nơi thuận tiện để vượt sông, Tartu là nơi thích hợp nhất.
Vào thế kỷ 19, Emajõgi là con đường đưa nhiều loại hàng hóa đến Tartu – củi, gỗ, cỏ khô, ngư sản và một số khác. Loại tàu chuyên dụng là lodi, một thứ sà lan đi trên sông nhỏ hay tàu buồm được lắp ráp để thích hợp cho việc đi trên hồ Peipsi và Emajõgi. Hơn 200 chiếc tàu được neo đậu ở cảng Tartu vào thời điểm đó. Chiếc tàu hơi nước đầu tiên xuất hiện vào năm 1843; đến năm 1900 thì có sáu chiếc. Chiếc lodi cuối cùng biến mất vào giữa thế kỷ 19. Nhiều chiếc tàu mới được mang đến vào thời Xô Viết để tiếp tục hải trình đến Pskov, Piirissaar và các địa điểm khác.